# Juan Mauri
Juan Alberto Mauri, född 29 december 1988 i Realicó, är en argentinsk fotbollsspelare. Hans yngre bror, José Mauri, är också en fotbollsspelare.